# Сент-Марі (Вісконсин)
Сент-Марі (англ. St. Marie) — місто (англ. town) в США, в окрузі Ґрін-Лейк штату Вісконсин. Населення — 352 особи (2020).

## Демографія
Згідно з переписом 2010 року, у місті мешкала 351 особа в 153 домогосподарствах у складі 117 родин. Було 196 помешкань
Расовий склад населення:
| - 99,7 % — білих - 0,3 % — корінних американців |

До двох чи більше рас належало 0,0 %. Частка іспаномовних становила 0,3 % від усіх жителів.
За віковим діапазоном населення розподілялося таким чином: 16,2 % — особи молодші 18 років, 64,7 % — особи у віці 18—64 років, 19,1 % — особи у віці 65 років та старші. Медіана віку мешканця становила 50,0 року. На 100 осіб жіночої статі у місті припадало 111,4 чоловіків;  на 100 жінок у віці від 18 років та старших — 105,6 чоловіків також старших 18 років.
Середній дохід на одне домашнє господарство  становив 57 740 доларів США (медіана — 55 250), а середній дохід на одну сім'ю — 69 485 доларів (медіана — 63 750). Медіана доходів становила 45 750 доларів для чоловіків та 30 179 доларів для жінок. За межею бідності перебувало 9,0 % осіб, у тому числі 5,4 % дітей у віці до 18 років та 12,0 % осіб у віці 65 років та старших.
Цивільне працевлаштоване населення становило 151 особа. Основні галузі зайнятості: виробництво — 26,5 %, освіта, охорона здоров'я та соціальна допомога — 15,2 %, будівництво — 14,6 %.